# 学習院初等科
学習院初等科（がくしゅういんしょとうか）は、東京都新宿区若葉に所在する私立小学校。設置者は学校法人学習院。日本で初めてランドセルを作った（使用した）ことでも知られている。私立小学校御三家の一つ。
現在は迎賓館前にあるが、元々は神田錦町にあった。ただ、火事で神田錦町校舎は使えなくなり、新たに虎ノ門に移したが、老朽化のため現在の迎賓館の場所に移動し、その後現在の地に移動した。 現在の本館は明仁親王が入学する際に建設された。戦争から身を守るために、地下室もあり、またその頃では珍しいコンクリート製である。

## 沿革
- 1847年（弘化04年） - 孝明天皇の叡慮により公家の学習所として、京都御所日御門前に学習院創設・開講する。
- 1877年（明治10年） - 華族学校学則制定。神田錦町にて華族学校開業式を挙行し、天皇皇后親臨、校名を｢学習院｣との勅諭・令旨を賜わり、あらためて「学習院」の勅額を下賜される。学習院予備科（のちの初等学科）設置。
- 1884年（明治17年） - 官立学校となる。
- 1890年（明治23年） - 虎ノ門から四谷区尾張町（現・新宿区四谷）に移る。
- 1899年（明治32年） - 学習院初等学科の校舎が新しくつくられる。
- 1919年（大正08年） - 学習院初等学科を初等科と改める。
- 1937年（昭和12年） - 旧初等科正堂が御料牧場のあった現成田市に移設される。
- 1940年（昭和15年） - 新校舎（現在の校舎）完成。
- 1944年（昭和19年） - 4・6年生が沼津、3・5年生が日光に疎開する。
- 1945年（昭和20年） - 米軍の空襲による戦火により初等科の記念館・春風館が焼失する。11月、四谷校舎で授業が再開される。
- 1947年（昭和22年） - 財団法人学習院による新しい経営が始まり、学習院と女子学習院は一体として私立学校となる。
- 1949年（昭和24年） - 1学年3クラスの18学級で、全学年男女共学となる。
- 1997年（平成09年） - 新しい体育館とプールが完成する。学習院京都開講150周年の集いを行う。
- 2006年（平成18年） - 1学年4クラス（少人数・33人クラス制）一部開始。新校舎（西館）完成。人工芝グラウンド完成。校庭のウレタン張り替え。
- 2007年（平成19年） - 少人数クラス制完全実施。

## 学校について

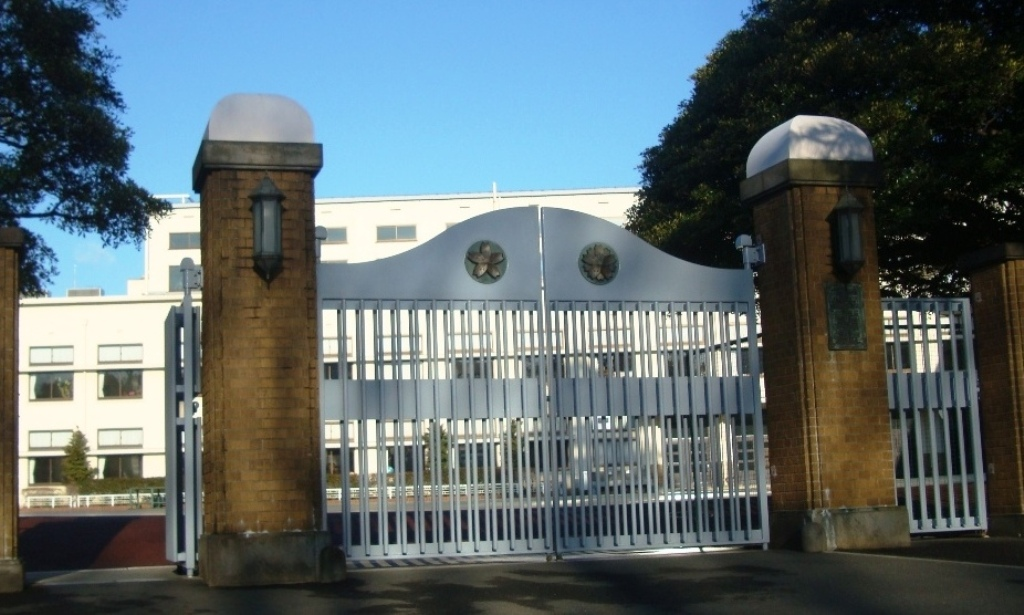
学習院初等科

- 学校は新宿区若葉一丁目、迎賓館および赤坂御所に隣接する。四ツ谷駅から徒歩7分ほど。
- 屋内温水プール（深さ調整可能）、人工芝グラウンド、大型液晶テレビ付少人数教室、エアコン、図書室（コンピュータ検索機能付）、コンピュータルーム（視聴覚室）、近光園（自然園）、ウォータークーラーなどが完備されている。一方で、戦前からの伝統的な本館も健在であり、教室等として現役で使用されている。
- 原則として給食制。また盛り付けはすべて職員が行い、配膳は4年生以上は児童が交代で行う。給食中の私語は厳禁。

## 入試・校内事情
- 通学区域の制限は無いが、車による送迎は決まりの上では禁止されている（ケガの際は例外）。これは昔、華族が通う学校だったころ、馬車や人力車で通う生徒とそうでない生徒との間で不公平感が高まったことが背景といわれている。
- 皇室関係者が在学している年は、複数の皇宮護衛官が学内に配置される。
- 2010年より、学級崩壊やいじめの発生により敬宮愛子内親王が短期間不登校に陥るという騒動が発生した。その後終息している（愛子内親王不登校騒動）。

## 著名な出身者

### 皇室関係

#### 皇室
- 大正天皇（第123代天皇）
- 貞明皇后
- 昭和天皇（第124代天皇）
- 香淳皇后
- 秩父宮雍仁親王
- 雍仁親王妃勢津子
- 高松宮宣仁親王
- 宣仁親王妃喜久子
- 三笠宮崇仁親王
- 崇仁親王妃百合子
- 上皇明仁（第125代天皇）
- 常陸宮正仁親王
- 正仁親王妃華子
- 徳仁（第126代天皇）
- 敬宮愛子内親王
- 秋篠宮文仁親王（皇嗣）
- 文仁親王妃紀子（皇嗣妃）
- 佳子内親王
- 寬仁親王
- 彬子女王
- 瑶子女王
- 桂宮宜仁親王
- 高円宮憲仁親王
- 承子女王

- 伏見宮博恭王
- 竹田宮恒久王
- 栽仁王
- 北白川宮成久王
- 華頂宮博忠王
- 朝融王妃知子女王

#### 元皇族
- 東久邇成子（昭和天皇第一皇女）
- 鷹司和子（昭和天皇第三皇女）
- 池田厚子（昭和天皇第四皇女）
- 島津貴子（昭和天皇第五皇女）
- 近衞甯子（三笠宮崇仁親王第一女子、元常磐会会長）
- 千容子（三笠宮崇仁親王第二女子）
- 黒田清子（上皇明仁第一女子）
- 千家典子（高円宮憲仁親王第二女子）
- 守谷絢子（高円宮憲仁親王第三女子）
- 小室眞子（秋篠宮文仁親王第一女子）
- 東伏見周子（戦後皇籍離脱） - 旧制華族女学校中途で旧制東京女学館へ
- 梨本伊都子（戦後皇籍離脱）
- 小松輝久（戦前臣籍降下、侯爵）
- 山階芳麿（山階鳥類研究所創設者、戦前臣籍降下、侯爵）
- 東久邇稔彦（元内閣総理大臣、戦後皇籍離脱）
- 李方子（李王垠妃、戦前臣籍降下）
- 三条西信子（戦前臣籍降下）
- 大谷智子（戦前臣籍降下） - 旧制京都府立第一高女へ
- 朝香鳩彦（戦後皇籍離脱）
- 久邇朝融（戦後皇籍離脱）
- 久邇邦久（戦前臣籍降下）
- 閑院純仁（春仁）（戦後皇籍離脱） - 旧制小田原中へ
- 伏見博英（戦前臣籍降下）
- 賀陽治憲（外交官、元学習院桜友会会長、戦後皇籍離脱）
- 竹田恒徳（戦後皇籍離脱）
- 佐野禮子（戦前臣籍降下）
- 伏見朝子（元常磐会会長、戦後皇籍離脱）
- 賀陽敏子（元常磐会会長、戦後皇籍離脱）
- 大給湛子（随筆家、戦前臣籍降下）
- 北白川祥子（香淳皇后女官長、戦後皇籍離脱）
- 北白川道久（戦後皇籍離脱）
- 久邇邦昭（戦後皇籍離脱）
- 伏見（華頂）博孝（戦後皇籍離脱）- 上皇明仁の幼稚園からの「御学友」[1]
- 酒井通子（戦後皇籍離脱）
- 竹田恒正（戦後皇籍離脱） - 中学から慶應義塾へ

### その他
- 近衛文麿 - 元内閣総理大臣、公爵
- 近衛秀麿 - 作曲家、子爵
- 近衞忠煇 - 日本赤十字社社長、近衛家32代目当主
- 近衞忠大 - 映像作家、同上33代目
- 甘露寺受長 - 東宮侍従、侍従次長、伯爵
- 今城誼子 - 香淳皇后女官
- 徳川家正 - 駐トルコ大使 / 最後の貴族院議長、公爵
- 木戸幸一 - 内大臣、侯爵
- 岡部長景 - 文部大臣、子爵
- 有馬頼寧 - 農林大臣 / 有馬記念参照、伯爵
- 松平恆雄 - 宮内大臣
- 松平慶民 - 宮内大臣、改称後宮内府長官、子爵
- 徳川義寛 - 侍従長、男爵
- 入江相政 - 侍従長
- 黒田慶樹 - 地方公務員
- 嵯峨浩 - 愛新覚羅溥傑夫人
- 愛新覚羅慧生 - 溥傑・浩夫妻の子
- 愛新覚羅嫮生 - 同上
- 李玖 - 李垠・李方子夫妻の子
- 松平信子 - 東宮御教育参与、元常磐会会長
- 池坊保子 - 代議士、華道家
- 松浦董子 - 久邇邦久侯爵夫人
- 岩倉具栄 - 英文学者、公爵、岩倉具視の曾孫 / 旧制府立一中へ
- 岩倉靖子 - 岩倉公爵家女、具栄の妹
- 久我美子 - 女優
- 足利惇氏 - 子爵、インド学者 / 旧制府立一中へ
- 渡辺武 - 初代財務官 / 旧制府立一中へ
- 渡辺允 - 侍従長
- 東郷和彦 - 駐蘭大使
- 東郷茂彦 - 新聞記者
- 東條英機 - 元内閣総理大臣、陸軍大将 / 青山小、旧制府立四中へ
- 田村鎮 - 大日本帝国陸軍の文官 / 建築家
- 西竹一 - 男爵、ロス五輪馬術金メダリスト、陸軍大佐、硫黄島の戦い参照、旧制府立一中へ
- 白洲正子 - 随筆家
- 加藤シヅエ - 代議士 / 女性解放運動家の走りの一人
- 藤原あき - タレント、代議士 / タレント議員の走り
- 酒井美意子 - 随筆家、評論家
- 大河内正敏 - 理化学研究所長・東京物理学校長、子爵
- 三宅正太郎 - 大阪控訴院長、司法次官、初代中央労働委員会会長 / 旧制府立一中へ
- 西郷吉之助 - 貴族院議員、参議院議員、侯爵
- 滋野清武 - フランス外人部隊フランス陸軍航空隊の撃墜王の一人、男爵
- 南郷茂章 - 海軍少佐 / 日華事変（日中戦争）の英雄、1938年7月戦死、青南小から転入
- 醍醐忠重 - 海軍中将 / 麹町小から転入、侯爵
- 有馬頼義 - 作家 / 旧制成蹊高尋常科へ、伯爵
- 三島由紀夫 - 作家
- 有島武郎 - 作家
- 里見弴 - 作家 / 番町小から転入
- 志賀直哉 - 作家
- 武者小路実篤 - 作家
- 正親町公和 - 文学編集者、伯爵
- 蜂須賀正氏 - 鳥類学者、侯爵
- 大久保利謙 - 日本史学者 / 麹町区富士見小から転入、侯爵
- 有坂秀世 - 日本語学者 / 旧制府立一中へ
- 土田直鎮 - 歴史学者 / 旧制府立一中へ
- 小田村寅二郎 - 国体主義・保守思想家
- 吉田健一 - 英文学者 / 外国現地校、旧制暁星中へ
- 土方久功 - 彫刻家、民俗学者、
- 井上光貞 - 歴史学者、侯爵
- 関根友彦 - 経済学者
- 和田昭允 - 生物物理学者
- 高倉公朋 - 医学者
- 竹内良一 - 俳優
- 瀬川昌治 - 映画監督
- 麻生太郎 - 元内閣総理大臣
- 亀井久興 - 元政治家
- 亀井亜紀子 - 政治家
- 鳩山由紀夫 - 元内閣総理大臣
- 鳩山邦夫 - 代議士
- 橋本大二郎 - 前高知県知事 / 麻布中へ
- 橋本明 - ジャーナリスト、元共同通信記者
- 水野誠一 - 元参議院議員
- 橋口収 - 元大蔵省主計局長
- 松永信雄 - 元駐米大使、元外務事務次官 / 外国現地校、旧制暁星中へ
- 土田正顕 - 元国税庁長官
- 波多野敬雄 - 元国連大使、第25代学習院長
- 柳井俊二 - 元駐米大使、元外務事務次官
- 石井菜穂子 - 世界銀行スリランカ担当局長、財務省国際局担当参事官
- 植松雅道 - 子爵。宮内庁式部官。松月堂古流家元。
- 有馬頼底 - 禅僧。明仁の幼稚園からの「学友」[1]
- 鷹司誓玉 - 善光寺上人（住職）、第121世法主
- 一條實昭 - 公爵、弁護士、一条家28代目当主
- 尚昌 - 侯爵、宮内庁式部官、尚家21代目当主
- 鍋島直泰 - 侯爵、宮内庁式部官、アマチュアゴルファー、鍋島宗家19代目当主
- 島津修久 - 実業家、島津宗家32代目当主
- 徳川家広 - 経済評論家、翻訳家、徳川宗家19代目当主
- 徳川義宣 - 徳川黎明会元会長、尾張徳川家21代目当主
- 徳川義崇 - プログラマ、徳川黎明会会長、同上22代目当主
- 徳川誠 - 実業家、徳川慶喜家出身、男爵
- 勝精 - 実業家、同上出身・勝小鹿養子 / 旧制慶應義塾へ、伯爵
- 西園寺公一 - 毛沢東思想運動家、西園寺家廃嫡 / 旧制高師附中へ
- 野口昭子 - 「昭和のノラ事件」、近衛文麿の子
- 鳥尾鶴代 - 「GHQを動かした女」
- 鳥尾敬孝 - 実業家、子爵
- 實吉達郎 - 動物学者
- 青木淳一 - 動物学・土壌学者
- 五島昇 - 実業家、東京急行電鉄社長、日本商工会議所会頭
- 弘世現 - 実業家、日本生命保険社長
- 古河潤之助 - 実業家、古河財閥5代目当主
- 上野照博 - 実業家、ゾフ創業者・会長
- 安西邦夫 - 実業家、東京ガス会長
- 清水洋二 - 実業家、TBSラジオ&コミュニケーションズ（現 TBSラジオ）社長
- 前田靖治 - 実業家、前田建設工業会長
- 古屋毅彦 - 実業家、松屋 (百貨店) 社長
- 平岡紀子 - 演出家
- 森村桂 - 作家
- 中田力 - 医学者
- 堀内詔子 - 代議士、東京オリ・パラ大会担当大臣、ワクチン接種推進担当大臣
- 林潤 - 元代議士 / 千代田区麹町中へ
- 福田一雄 - 指揮者・作曲家
- 磯村尚徳 - 元NHKニュースキャスター / 旧制都立四中へ
- 真田幸俊 - 工学者、慶大理工学部教授、真田宝物館名誉館長
- 七尾藍佳 - ジャーナリスト
- 西脇克治 - エンジニア
- オノ・ヨーコ - 芸術家 / 中退しNYへ
- 瀬戸山美咲 - 劇作家、演出家
- 星蘭ひとみ - 女優、元宝塚歌劇団専科娘役、豊田章男長子の嫁
- 松井康子 - 女優
- とよた真帆 - 女優
- 安藤和津 - エッセイスト、タレント
- 安藤桃子 - 映画監督
- 安藤サクラ - 女優
- 木下智佳子 - 元テレビ朝日アナウンサー
- 千聖 - ロックバンドPENICILLIN・ギタリスト
- 柴田光太郎 - 俳優、リポーター
- 鈴木結女 - シンガーソングライター
- 秦万里子 - 作曲家、シンガーソングライター、ピアニスト
- クリス松村 - タレント
- 田村幸士 - 俳優
- 野村訓市 - マルチクリエイター
- chay - 歌手
- 有奈めぐみ - AV女優
- 山口元気 - キックボクサー
- セクシーJ - お笑い芸人
- 九世野村万蔵 - 狂言師
- 五世野村万之丞 - 狂言師 / 前名 耕介
- 六世野村万之丞 - 狂言師 / 前名 虎之介
- 観世清和 - 能楽師
- 中村鷹之資 - 歌舞伎役者
- 井上麻里奈 - 声優
- 伊達佳内子 - パブリックスピーカー、モデル
- 鈴木香里武 - タレント
- おのだまーしー - 美容師YouTuber